# 36614 Saltis

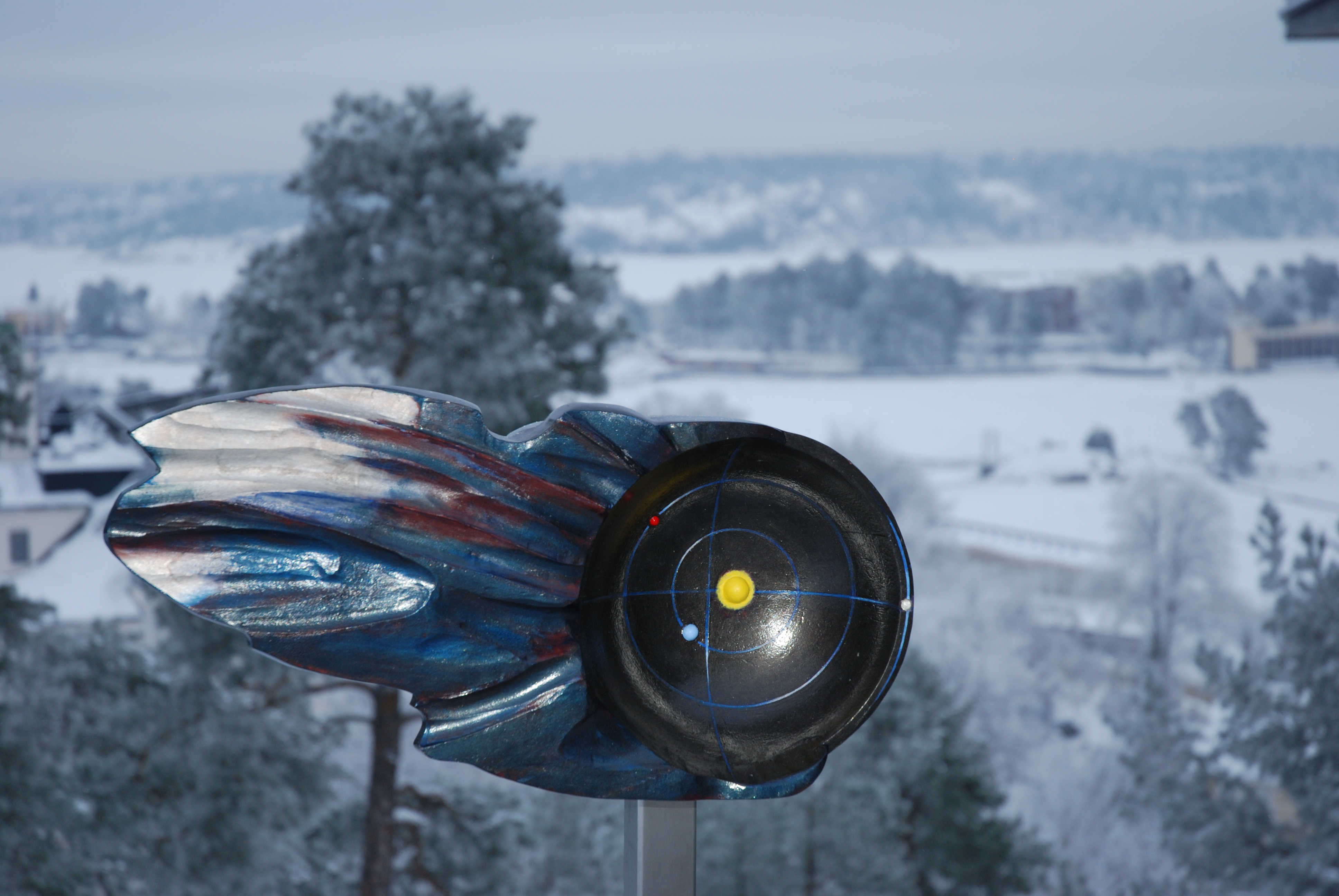
Saltis, skulptur av Bosse Falk utanför Kunskapsskolan, vid Saltsjöbadens observatorium i Saltsjöbaden.

36614 Saltis eller 2000 QU148 är en asteroid, vilken upptäcktes år 2000 på Saltsjöbadens observatorium av astronomen Alexis Brandeker.
Saltis, som finns i asteroidbältet mellan Mars och Jupiters banor, är döpt efter smeknamnet på Saltsjöbaden.
Den har troligen en diameter på 2-4 kilometer.

## Sweden Solar System
I Sweden Solar System finns Saltis representerad av en skulptur av konstnären Bosse Falk, vilken finns uppsatt utanför Kunskapsskolan i Saltsjöbaden, nära Saltsjöbadens observatorium. Den visar Saltis plats i solsystemet.